# Txec
El txec (čeština IPA: [ˈʧɛʃcɪna] en txec), també conegut com a bohemi, és una llengua eslava occidental amb uns dotze milions de parlants nadius. És la llengua oficial de la República Txeca, és a dir, de les regions de Bohèmia, Moràvia i d'una part de Silèsia; també ho és de la Unió Europea d'ençà la incorporació de la República Txeca a aquesta institució l'any 2004. És parlat també per minories als països del voltant i per immigrants arreu del món. La llengua txeca, és reconeguda com a llengua minoritària a la Carta europea de les llengües regionals o minoritàries per Àustria, Bòsnia i Hercegovina, Croàcia, Eslovàquia, Polònia i Romania.

## Història
Els seus primers rastres escrits apareixen a l'entorn del segle ix. Va ser el reformador Jan Hus, cremat com a heretge el 1415, qui en va crear l'ortografia moderna, basada en una versió de l'alfabet llatí a la qual va afegir d'altres lletres. A partir de la batalla de la Muntanya Blanca (Bílá Hora) el 1620 i de la victòria dels catòlics sobre els hussites, la llengua txeca coneix una mena d'era de foscor: l'alemany esdevé cooficial, i progressivament acaba dominant sobre el txec. Al segle xix, però, comença la Renaixença txeca, i com en el cas de Catalunya, la llengua torna a trobar un cert prestigi, gràcies a personalitats com Josef Dobrovský i Josef Jungmann. El 1918, amb el desmembrament de l'Imperi Austrohongarès el txec esdevé una de les dues llengües oficials de la República Txecoslovaca. Tanmateix, quan el règim nazi crea el Protectorat de Bohèmia i Moràvia (1939), la llengua torna a experimentar un gran retrocés. En finalitzar la Segona Guerra Mundial (1945) la població d'origen alemany és foragitada del país i el txec esdevé novament l'única llengua oficial. Enderrocat el Teló d'acer, Txecoslovàquia se separa en els estats de la República Txeca i d'Eslovàquia el 1993, i el txec roman com a llengua oficial del primer.

## Característiques principals

### Posició dins el grup eslau
El txec pertany al grup de les llengües eslaves occidentals, com el polonès, l'eslovac i el sòrab (encara parlat per 50.000 persones a Alemanya oriental).
La seva llengua més propera és l'eslovac: la intercomprensió és gairebé perfecta entre les dues llengües, a causa de la seva proximitat i al temps de convivència d'ambdues llengües en un context històric recent en el qual ambdues llengües eren oficials, fins a tal punt que la llei txeca preveu que no es facin traduccions de textos eslovacs, fins i tot davant de les administracions. A la ràdio, passen regularment cançons eslovaques, signe que el lligam cultural no s'ha trencat entre ambdós països. És una situació comparable a la relació entre el català i l'occità, encara que no es tracti veritablement de llengües bessones, i que la diferència entre aquestes sigui una mica més gran.

### Breu presentació de la morfologia
Hi ha tres gèneres: masculí, femení i neutre, o fins i tot quatre, si es té en compte la distinció que es fa entre els mots masculins animats i inanimats.
Contràriament a les llengües llatines (excepte el romanès, que conserva dos casos), i com la majoria de les llengües eslaves, el txec declina i ha conservat molts casos de l'indoeuropeu: el nominatiu, el genitiu, el datiu, l'acusatiu, el locatiu, l'instrumental i el vocatiu. Això fa que en txec hi hagi moltes possibilitats per col·locar els mots dins la frase, com en llatí.
Pel que fa a les conjugacions verbals, s'ha de notar que en txec, com en totes les llengües eslaves, és capital la diferència entre formes perfectives i no perfectives. Els seus models de conjugació són variats, i les excepcions no hi són escasses, la qual cosa contribueix a la percepció general de l'alta dificultat d'aquesta llengua.

### Fonologia
L'accent tònic cau sempre sobre la primera síl·laba del mot, però en paraules llargues existeix també un accent secundari.
Hi ha deu sons vocàlics: a /a/, e /ɛ/, i-y /ɪ/, o /o/, u /u/, á /aː/, é /ɛː/, í-ý /iː/, ó /oː/, ú-ů /uː/. Hi ha cinc vocals breus i les seves variants llargues, però aquestes són considerades fonemes individuals. Hi ha hagut certa discussió sobre si realment són cinc o deu les vocals txeques.
Cal remarcar que ó és poc freqüent, que ú només s'empra a principi de mot (en qualsevol altra posició apareix ů, excepte en paraules prefixades o prestades) i que ě (e s hačkem) és una variant de e conservada per motius històrics i no és considerada una vocal diferenciada.
Només existeixen tres diftongs, dels quals només un (ou) es troba en paraules d'origen txec:
- ou /oʊ̯/ : bouda, malou, náhodou, koupil
- au /aʊ̯/ : auto, autobus, restaurace
- eu /eʊ̯/: pneumatika, neutralita

Totes les altres combinacions de vocals es pronuncien com dos sons separats.
Generalment, i contràriament al polonès, cada lletra correspon a un so, excepte el dígraf ch que es pronuncia com en alemany, o com la j en castellà ([x] en AFI). Només hi ha una l (el qual no és el cas de les altres llengües eslaves, que distingeixen aquest so pel seu grau de palatalització), i les altres consonants no són gens difícils per a un catalanòfon, a l'excepció notable del ř, que es podria dir que combina els sons catalans r i x o algo que es pot llamar ere asibilada en castellà.

### Consonants
Les consonants es diferencien en suaus o palatals, i en dures o no palatals.
Les consonants suaus són les següents:
- Cc /ts/
- Čč /tʃ/
- Ďď /ɟ/
- Jj /j/
- Ňň /ɲ/
- Řř /r̝/
- Šš /ʃ/
- Ťť /c/
- Žž /ʒ/

Seguits de les vocals ě i i/í (a diferència de y/ý), les consonants n, t i d es palatalitzen.
En un procés de canvi fonètic històric, la lletra g, present a les altres llengües eslaves, desapareix gairebé per complet, i és substituïda per h, que representa el so [ɦ] en AFI, i que és una de les característiques fonètiques més conegudes d'aquesta llengua.
El quadre de sons consonàntics del txec queda així:
| Punt d'articulació →      | Labial   | Labial        | Coronal  | Coronal        | Dorsal  | Dorsal | (cap)  | (cap)  |
| Forma d'articulació ↓     | Bilabial | Labio‐ dental | Alveolar | Post‐ alveolar | Palatal | Velar  | Glotal | Glotal |
| Nasal                     | m        | (ɱ)           | n        | n              | ɲ       | (ŋ)    |        |        |
| Oclusiva                  | p b      |               | t d      | t d            | c ɟ     | k ɡ    | (ʔ)    |        |
| Fricativa                 |          | f v           | s z      | ʃ ʒ            |         | x (ɣ)  | (h) ɦ  | (h) ɦ  |
| Aproximant                |          |               |          |                | j       |        | (h) ɦ  | (h) ɦ  |
| Vibrant                   |          |               | r r̝*     | r r̝*           |         |        |        |        |
| lateral aproximant sonora |          |               | l        | l              |         |        |        |        |

## Declinacions

### Classificació dels casos
Hi ha set casos en txec, que s'aprenen a les escoles d'aquesta manera:
| Ordre | Cas          | Pronom interrogatiu                    |
| ----- | ------------ | -------------------------------------- |
| 1.    | Nominatiu    | kdo / co? (qui / què?)                 |
| 2.    | Genitiu      | bez koho / čeho? (sense qui / què?)    |
| 3.    | Datiu        | komu / čemu? (a qui / a què ?)         |
| 4.    | Acusatiu     | vidím koho / co? (jo veig qui / què ?) |
| 5.    | Vocatiu      | volám (jo crido)                       |
| 6.    | Locatiu      | o kom / čem? (sobre qui / què?)        |
| 7.    | Instrumental | s kým / čím? (amb qui / què ?)         |

Tanmateix, l'eslavista francès Claude Kastler proposa una taula moderna de declinació al seu manual La langue tchèque (La llengua txeca).

N'exclou el cas vocatiu de les declinacions i considera el locatiu com una forma particular del datiu, adoptada per alguns mots després de les preposicions na, v, při, o i po. Per tal d'agilitzar la memorització, adopta la classificació següent:
- Nominatiu (inclòs el vocatiu)
- Acusatiu
- Genitiu
- Datiu (inclòs el locatiu)
- Instrumental

Aquesta presentació, que reflecteix els fenòmens de sincretismes (coincidències formals) i reuneix algunes formes de nominatiu, d'acusatiu i de genitiu, no és sinó la que s'ha utilitzat d'ençà força temps entre els especialistes de gramàtica comparada eslava i la que va ser adaptada a la descripció francòfona de les llengües eslaves modernes per part dels russificants. És la que s'inclou en molts manuals de txec per a estrangers, o fins i tot a l'única gramàtica en txec per a estrangers, Čeština jazyk cizí, d'Ivan Poldauf i Karel Šprunk.
El vocatiu es fa servir a l'escrit i en situacions de comunicació oral quan algú s'adreça a algú altre: ahoj Marku! ("Hola, Marc!"), però tendeix a simplificar-se i es diu normalment Vážený pane Novák ("Estimat senyor Novák") en comptes de Vážený pane Nováku.
A més d'aquests casos, les declinacions distingeixen també en nombre (singular i plural) i en gènere (masculí, femení i neutre), o fins i tot quatre gèneres, atès que el masculí té dues formes: el masculí animat (homes o animals) i el masculí inanimat (objectes). La declinació difereix també en funció de la darrera consonant (dura o suau) de l'arrel del mot.

## Alguns exemples de vocabulari
Abreviatures (m. masculí, f. femení, n. neutre, adj. adjectiu):
1. Jeden (masculí), jedna (femení), jedno (neutre)
2. Dva (masculí), dvě (femení i neutre)
3. Tři
4. Čtyři
5. Pět
6. Šest
7. Sedm /SEDUM/
8. Osm /OSUM/
9. Devět
10. Deset
Ahoj : Hola
Dobré ráno: Bon dia / Bon dia (al matí)
Dobrý den: Bon dia, Hola (salutació formal)
Dnes: Avui
Ano: Sí
Ne: No
Je to pravda?: És veritat?
Ja jsem... /ja: sɛm/: Jo sóc..., Jo estic...
Kdo jsi ty?: Qui ets tu?
Co je to?: què és això?
Otec (m): Pare
Matka (f): Mare
Syn (m): Fill
Dcera (f): Filla
Sestra (f): Germana
Bratr (m): Germà
Škola (f): Escola
Káva (f): Cafè
Pivo (n): Cervesa
Chléb / Chleba (m): Pa
Muž (m): Home
Žena (f): Dona
Město (n): Ciutat
Ulice (f): Carrer

## Dialectes
En el marc de la República Txeca es parlen tres interdialectes que més o menys es corresponen amb les seves corresponents àrees geogràfiques: Bohèmia (dialecte de Praga), Moràvia (com a la seva ciutat més gran, Brno) i Silèsia (sobretot a Ostrava). Són diferents de la forma estàndard escrita del txec, i entre elles existeix certa diglòssia. Per exemple, la primera d'aquestes varietats, la que té un nombre més gran de parlants, és la que se sol anomenar "txec comú", parlada a Bohèmia. Difereix de la llengua "oficial" en certs aspectes gramaticals, però sobretot en pronúncia. Entre aquestes trobem la desinència -ý que esdevé -ej, -é que esdevé -ý o -ej) i la inserció d'una v- inicial als mots que comencen en "o-". També hi ha canvis en la declinació dels substantius, sobretot en el cas instrumental: en lloc d'haver-hi diverses formes en aquest cas, els bohemis fan servir una terminació única: -(a)ma.